# Ichneumon vittiger
Ichneumon vittiger là một loài tò vò trong họ Ichneumonidae.